# British Home Championship 1953/54
De British Home Championship van 1953/54 was de 59e editie van de British Home Championship. Het toernooi werd gehouden van 3 oktober 1953 tot en met 3 april 1954. Engeland werd kampioen. Deze wedstrijden waren tevens bedoeld als kwalificatiewedstrijden voor het wereldkampioenschap voetbal van 1954.

## Eindstand
| Team          | Gsp | W | G | V | DV | DT | DS | Ptn |
| ------------- | --- | - | - | - | -- | -- | -- | --- |
| Engeland      | 3   | 3 | 0 | 0 | 11 | 4  | +7 | 6   |
| Schotland     | 3   | 1 | 1 | 1 | 8  | 8  | 0  | 3   |
| Noord-Ierland | 3   | 1 | 0 | 2 | 4  | 7  | –3 | 2   |
| Wales         | 3   | 0 | 1 | 2 | 5  | 9  | –4 | 1   |

## Wedstrijden
|                                                     |                            |       |                                               |                                                                               |
| 3 oktober 1953 «onderlinge duels» 15:00 uur (UTC+1) | Noord-Ierland              | 1 – 3 | Schotland                                     | Windsor Park, Belfast Toeschouwers: 58.248 Scheidsrechter: Arthur Ellis (ENG) |
| 3 oktober 1953 «onderlinge duels» 15:00 uur (UTC+1) | Norman Lockhart 75' (pen.) |       | 47', 70' Charlie Fleming 76' Jackie Henderson | Windsor Park, Belfast Toeschouwers: 58.248 Scheidsrechter: Arthur Ellis (ENG) |

|                                                    |                    |       |                                                |                                                                                   |
| 10 oktober 1953 «onderlinge duels» 15:00 uur (UTC) | Wales              | 1 – 4 | Engeland                                       | Ninian Park, Cardiff Toeschouwers: 61.000 Scheidsrechter: Charlie Faultless (SCO) |
| 10 oktober 1953 «onderlinge duels» 15:00 uur (UTC) | Ivor Allchurch 22' |       | 45', 49' Dennis Wilshaw 52', 53' Nat Lofthouse | Ninian Park, Cardiff Toeschouwers: 61.000 Scheidsrechter: Charlie Faultless (SCO) |

|                                                    |                                                       |       |                                                 |                                                                                  |
| 4 november 1953 «onderlinge duels» 14:45 uur (UTC) | Schotland                                             | 3 – 3 | Wales                                           | Hampden Park, Glasgow Toeschouwers: 71.378 Scheidsrechter: Thomas Mitchell (NIR) |
| 4 november 1953 «onderlinge duels» 14:45 uur (UTC) | Allan Brown 20' Bobby Johnstone 35' Lawrie Reilly 49' |       | 49' (pen.), 90' John Charles 62' Ivor Allchurch | Hampden Park, Glasgow Toeschouwers: 71.378 Scheidsrechter: Thomas Mitchell (NIR) |

|                                                     |                                          |       |                    |                                                                               |
| 11 november 1953 «onderlinge duels» 14:30 uur (UTC) | Engeland                                 | 3 – 1 | Noord-Ierland      | Goodison Park, Liverpool Toeschouwers: 70.000 Scheidsrechter: Bob Smith (WAL) |
| 11 november 1953 «onderlinge duels» 14:30 uur (UTC) | Harold Hassall 1', 60' Nat Lofthouse 75' |       | 54' Eddie McMorran | Goodison Park, Liverpool Toeschouwers: 70.000 Scheidsrechter: Bob Smith (WAL) |

|                                                  |                  |       |                         |                                                                                      |
| 31 maart 1954 «onderlinge duels» 17:00 uur (UTC) | Wales            | 1 – 2 | Noord-Ierland           | The Racecourse, Wrexham Toeschouwers: 32.817 Scheidsrechter: Charlie Faultless (SCO) |
| 31 maart 1954 «onderlinge duels» 17:00 uur (UTC) | John Charles 80' |       | 1', 52' Peter McParland | The Racecourse, Wrexham Toeschouwers: 32.817 Scheidsrechter: Charlie Faultless (SCO) |

|                                                   |                                  |       |                                                                        |                                                                                   |
| 3 april 1954 «onderlinge duels» 15:00 uur (UTC+1) | Schotland                        | 2 – 4 | Engeland                                                               | Hampden Park, Glasgow Toeschouwers: 134.544 Scheidsrechter: Thomas Mitchell (NIR) |
| 3 april 1954 «onderlinge duels» 15:00 uur (UTC+1) | Allan Brown 7' Willie Ormond 88' |       | 14' Ivor Broadis 49' Johnny Nicholls 68' Ronnie Allen 85' Jimmy Mullen | Hampden Park, Glasgow Toeschouwers: 134.544 Scheidsrechter: Thomas Mitchell (NIR) |